# Piezura flava
Piezura flava är en tvåvingeart som först beskrevs av Xue 1983.  Piezura flava ingår i släktet Piezura och familjen takdansflugor. Inga underarter finns listade i Catalogue of Life.